# Josef Gaisberger
Josef Gaisberger (ur. 6 stycznia 1792 w Brunnenthal, zm. 5 września 1871 w Sankt Florian) – austriacki archeolog, historyk i numizmatyk, katolicki duchowny.

## Życiorys
Studiował teologię na uniwersytecie w Linzu i Wiedniu. Wstąpił do kongregacji kanoników regularnych św. Floriana. W 1816 przyjął święcenia kapłańskie. Był długoletnim wykładowcą gimnazjum w Linzu. 
Studia nad łaciną wzbudziły w nim zainteresowanie okresem Cesarstwa Rzymskiego. Zbierał pamiątki związane z obecnością Rzymian na terenie Austrii. W 1839 roku z jego inicjatywy powstało pismo Musealblatt. Dzięki niemu doszło do pierwszych systematycznych badań archeologicznych poszukujących obecności kultury starożytnych Rzymian na ziemiach Austrii. Był członkiem wielu stowarzyszeń naukowych. Jego działalność zyskała mu miano ojca austriackich badań nad starożytnością.

## Wybrane publikacje
- Römische Sepulchral-Monumente (1843)
- Lauriacum und seine römischen Alterthümer (Linz 1846)
- Römische Inschriften im Lande ob der Enns (Linz 1853)
- Die römischen Gräber bei Wels im Lande ob der Enns (1857)